# Comté de Sonbong
Le comté de Sonbong, anciennement appelé Unggi, est une subdivision de la ville nord-coréenne de Rason. Il est situé à l'extrême nord-est de la Corée du Nord, à la frontière de la Russie et de la Chine. Il se trouve dans la baie d'Unggi, une extension de la mer du Japon. On y aurait prétendument une mine d’uranium, ainsi qu’une centrale au fioul de 200 mégawatts. Le mot Sonbong signifie « Avant-garde » en coréen.
Le site révolutionnaire de Sonbong est dédié à la visite de Kim Jong-suk en novembre 1945 « pour défendre la politique de construction d'un nouveau pays avancée par le président Kim Il Sung » après la libération de la Corée. Il comprend le musée révolutionnaire Sonbong, un monument au site historique et le tuyau où elle est restée.

## Transport
Sonbong est la liaison ferroviaire entre la Corée du Nord et la Russie. Un pont ferroviaire traverse la rivière Tumen entre les gares ferroviaires frontalières du district des travailleurs de Tumangang, Sonbong, et Khasan, en Russie. Ce lien est l’un des deux itinéraires proposés pour relier la Corée du Sud par chemin de fer au chemin de fer transsibérien et au reste de l’Eurasie, l’autre passant par Sinuiju. La liaison ferroviaire par Sonbong est peu utilisée, ne transportant que 10 000 passagers en 2005.
Sonbong est l'un des terminus de la ligne de chemin de fer Hambuk. Il est également desservi par des routes.
Il y a un port de mer et un quai au port de Sonbong.

## Climat
| Mois                              | jan. | fév. | mars | avril | mai | juin | jui. | août | sep. | oct. | nov. | déc. | année |
| --------------------------------- | ---- | ---- | ---- | ----- | --- | ---- | ---- | ---- | ---- | ---- | ---- | ---- | ----- |
| Température minimale moyenne (°C) | −11  | −9   | −9   | 2     | 8   | 13   | 17   | 18   | 12   | 5    | −2   | −8   | 4     |
| Température moyenne (°C)          | −7   | −5   | 0    | 6     | 11  | 15   | 19   | 21   | 16   | 10   | 2    | −4   | 7     |
| Température maximale moyenne (°C) | −4   | −2   | 4    | 10    | 15  | 17   | 22   | 24   | 21   | 14   | 6    | −1   | 11    |
| Précipitations (mm)               | 5,1  | 7,6  | 20   | 28    | 71  | 100  | 120  | 200  | 120  | 61   | 23   | 10   | 770   |